# Gambusia heterochir
 Gambusia heterochir és un peix de la família dels pecílids i de l'ordre dels ciprinodontiformes. que es troba a Nord-amèrica: Texas (Estats Units).